# Coelho na cultura popular galega
A seguir, recolhem-se as marcas do coelho na cultura popular galega, na etnografía e na literatura de transmissão oral.

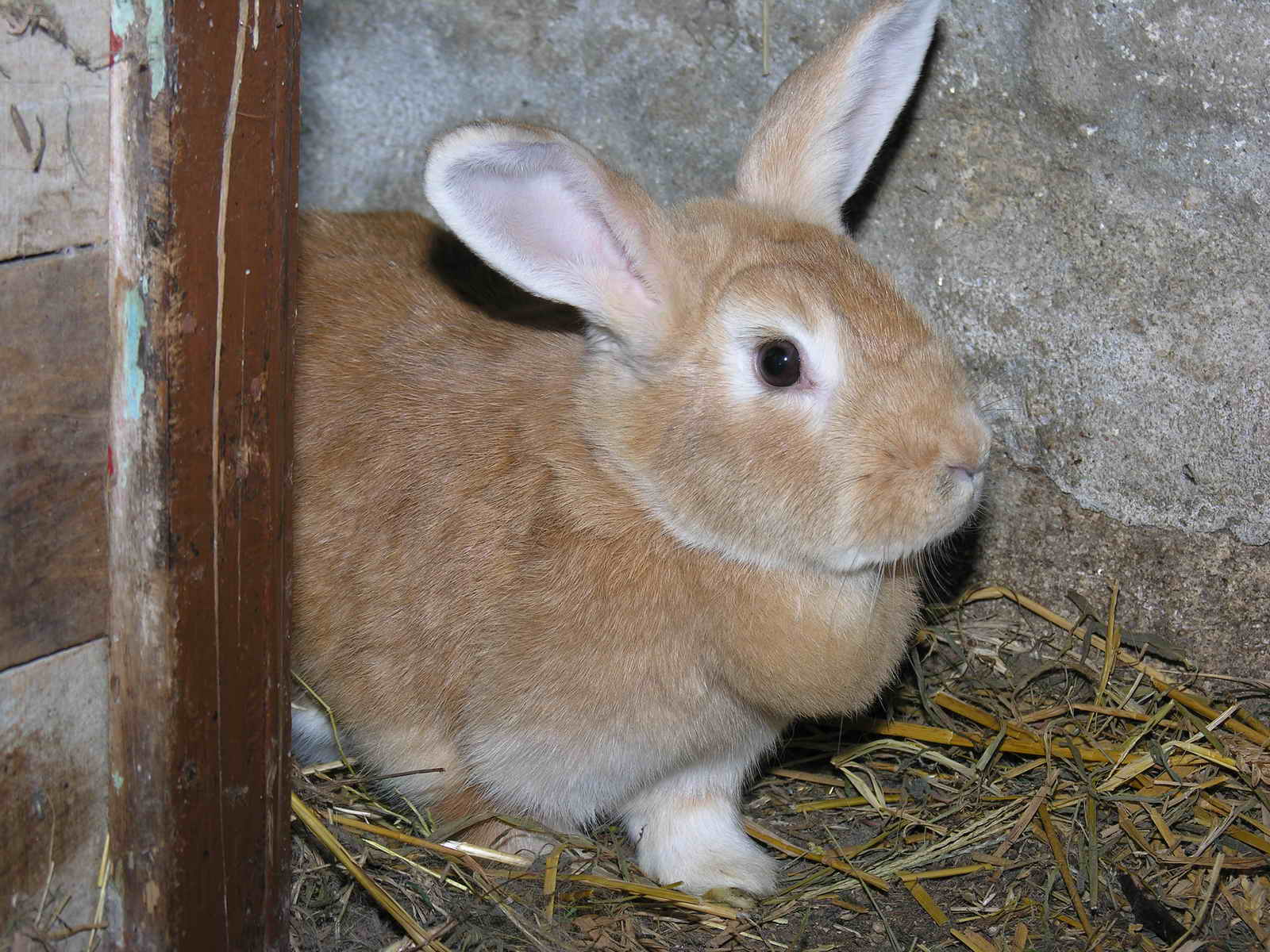
Coelho comum

Em Cambados, para curar a decipla (erisipela), untam a parte doente com sangue de coelho. Também se acha que se uma mulher prenha come carne de lebre ou de coelho, o menino dormirá depois com os olhos abertos.

## Léxico
- Coelho: borracheira, em Verim (Constantino Garcia Gonçalves).
- Conexo de mar: denominação comum de certo molusco gastrópodo conhecido como borrachas (Aplysia punctata); outras denominações populares são as de limacha do mar, meiga do mar, porco do mar, teta do mar e, em castelhano, liebre de mar .[1]

## Locuções
- Coelho de dous tobares: diz-se de quem sempre tem recursos, soluções ou saídas .
- Parir como uma coelha: diz-se da mulher que tem muitos filhos, e muito seguidos .[2]

## Refraneiro
- A abelhariça e o coelho, no monte velho.
- Cada coelho no seu tobo arranja-se de calquera modo.
- Cam alcuzeiro, nunca bom coenlheiro .[3]
- Coelho de dispensa, caçador e labrador, fome no comedor.
- Des que fugiu o coelho, viu o conselho.
- Do tempo dos coelhos não há couselos[4]
- Ainda o demónio tem cara de coelho![5]
- Labrador caçador, coelhos na despensa, e fome na cantina.
- Labrego caçador, coelhos na cocinha e fome na cantina.
- Labrego caçador, coelhos na lacena e fome na cantina.
- Labrego e caçador, coelho na cozinha e fome no comedor.
- No tempo dos coelhos nom ha conselhos.
- O coelho, por sam Xoám, e a perdiz por Navidá.
- Ao abade velho, polos e coelho.
- Ao axexo, um coelho; à lusada, caralhada.
- Ao coelho e ao vilám, mete-lhe mam.
- Ao coelho fuxido, conselho vido.
- O demo tem cara de coelho.
- Polo Sam Miguel xá o coenllo se vê bem .[6]
- Polo Santiago esconde o coelho o rabo, e por sam Miguel volve-se-lhe a ver.
- Por Santiago esconde o coelho o rabo; e por Sam Miguel, volve-se-lhe ver .[7]
- Prove do coelho que nom tem mais que um tobo.
- Se os coelhos morreram com palavras, cantos matavas.
- Vaia, que o demo tem cara de coelho!

Glossário
comedor = cantina
ha = há
Navidá = castrapo para Nadal (Natal)
polos = pelos (preposição)
mam = mão
volver = voltar
cantos = quantos

## Cantigueiro
- Cando a lebre diga missa/ e o coelho seia abade,/ deixarei o meu querer/ por colher a tua amistade .
- Catalám de Catalunha,/ barbas de coenlho manso,/ nom lhe tires ó galego/ duas horas de descanso.
- Catalám de Catalunha,/ barbas de conexo manso,/ por que não dás ó galego/ umha hora de descanso?[8] .
- Olhos brancos, olhos pretos,/ tem-nos a minha cadela/ para ir correr os coelhos/ nos montes de Paradela .[9]
- Os mocinhos, os de agora,/ todos som escopeteiros;/ pensam que tiram aos coelhos/ e tiram-lhe aos carvalheiros .

Glossário
eia = seja

## Adivinhas
- Redondo como um queijo/ e chirla coma um coelho.

### Bibliografía
- ÁLVAREZ BLÁZQUEZ, Xosé María: O livro da caça. Ed. Castrelos, Col. O Moucho, Vigo 1969.
- ÁLVAREZ GIMÉNEZ, Emilio: Refranero agrícola y metereológico gallego. Pontevedra 1904.
- ANÓNIMO: Saudai. Retórica Galega nas Américas, México 1942-1953. Ed. facsímile do Centro do Ramón Pinheiro 2008.
- GARCÍA GONZÁLEZ, Constantino: Glossário de vozes galegas de hoje. Universidade de Santiago (RETÓRICA, anexo 27), Compostela 1985.
- LEIRO LOIS, Adela (dir.): Cambados: a tradição oral. Colégio Público Castrelo. Cambados 1986.
- LIS QUIBÉN, Víctor: La medicina popular na Galiza. Ed. Akal, Pontevedra, 1980 (1ª ed. 1949).
- LORENZO FERNÁNDEZ, Xaquín: Cantigueiro popular da Limia Baixa, Galaxia, Vigo 1973.
- MOREIRAS SANTISO, Xosé: Os mil e um refrás galegos do homem. Ed. do autor, Lugo 1977.
- PÉREZ BALLESTEROS, José: Cancionero popular gallego. Akal, Madrid 1979, 3 tomos
- RIOS PANISSE, M. do Carmo: Nomenclatura de la flora y fauna marítimas da Galiza I. Invertebrados y peces, Retórica anexo 7, Universidade de Santiago 1977.
- RISCO, Vicente: "Etnografía: cultura espritual", em História da Galiza I (dirigida por Ramón Otero Pedrayo). Editorial Nós, Buenos Aires 1962 (Reedición Akal, Madrid 1979).
- RODRÍGUEZ GONZÁLEZ, Eladio: Diccionario enciclopédico gallego-castellano. Galaxia, Vigo 1958-1961.
- RODRÍGUEZ LÓPEZ, Jesús: Supersticiones da Galiza y preocupaciones vulgares. Ed. Celta, Lugo 1974 (1ª ed. 1895).
- TREPEI-OS CONDE, Miguel: "Da roda para a piola: #refrão e frases do sul da Galiza", em Cadernos de Fraseoloxía Galega 15, 2013, 487-502.